# Jan-Olof Lindstedt
Jan-Olof Lindstedt, född 9 december 1943 i Falun, död 2 mars 2011 i Norrköping, var en svensk kapellmästare. Han varf musikalisk chef och kapellmästare på Östgötateatern under tjugo år och dessförinnan anställd som musiker i tio år.

## Biografi
Lindstedt uppträdde som dragspelande femåring i Frukostklubben och i filmrollen som ”Calle Jularbo” som barn. Senare representerade han Sverige i Cirkus Medrano, en dragspelstävling i Paris. Lindstedt komponerade för teater, TV och radio, bland annat musiken till radions adventskalender Sagor från Blåbärsberget. Han arbetade med Trollkarlen från Oz, Guys & Dolls och Spelman på taket. 
Han var gift med koreografen och danspedagogen Ann-Christin Eklund-Lindstedt.